# Chenani
Chenani là một thị xã và là nơi đặt ủy ban khu vực quy hoạch (notified area committee) của quận Udhampur thuộc bang Jammu và Kashmir, Ấn Độ.

## Nhân khẩu
Theo điều tra dân số năm 2001 của Ấn Độ, Chenani có dân số 2159 người. Phái nam chiếm 55% tổng số dân và phái nữ chiếm 45%. Chenani có tỷ lệ 80% biết đọc biết viết, cao hơn tỷ lệ trung bình toàn quốc là 59,5%: tỷ lệ cho phái nam là 85%, và tỷ lệ cho phái nữ là 73%. Tại Chenani, 12% dân số nhỏ hơn 6 tuổi.